# IC 466
IC 466 — галактика типу EN (емісійна туманність) у сузір'ї Єдиноріг.
Цей об'єкт міститься в оригінальній редакції індексного каталогу.